# Mindwarp
Mindwarp (Transporte mental) es el segundo serial de la 23ª temporada de la serie británica de ciencia ficción Doctor Who, emitido originalmente en cuatro episodios semanales del 4 al 25 de octubre de 1986. Es el segundo segmento del macroserial titulado The Trial of a Time Lord que abarca la totalidad de la temporada 23. El título Mindwarp no aparece en pantalla, sino únicamente en los guiones del serial. En pantalla se emitió como The Trial of a Time Lord, episodios 5 a 8. Este serial marca la última aparición de Nicola Bryant como Peri Brown.

## Argumento
El juicio contra el Sexto Doctor continúa con más pruebas del fiscal, el Valeyard, que sigue acusándole de interferir en los asuntos de otras especies de una forma impropia para un Señor del Tiempo. El Valeyard vuelve a conectar una pantalla a la Matriz, mostrando los detalles de las acciones del Doctor en el planeta Thoros Beta.
En el video, el Doctor y Peri llegan a Thoros Beta, y pica la curiosidad del Doctor la disponibilidad por parte de los Señores de la Guerra de Thordon de armas avanzadas. Mientras exploran un sistema de cavernas, el Doctor descubre a Sil, un tratante de armas para los Mentors, que son los que proporcionan las armas. Al explorar más, encuentran que el científico Crozier, trabajando para Sil, está intentando perfeccionar la habilidad de trasplantar la mente brillante de Kiv, el superior de Sil, en otro cuerpo para esquivar la próxima muerte de Kiv. Cuando les descubren, los dos escapan con el señor de la guerra, el Rey Yrcanos, uno de los conejillos de indias de Crozier.
El Doctor, Peri, Yrcanos y sus hombres planean un ataque contra Sil, pero el Doctor les traiciona en el último momento y avisa a los Mentors, provocando que Peri e Yrcanos huyan en direcciones diferentes. Peri llega hasta una de las sirvientas de los Mentors, y con su ayuda se disfraza para acercarse al Doctor. Este descubre a Peri ante los Mentors y pide que le permitan interrogarla a solas, algo que Sil concede. Lejos de los otros, el Doctor le dice a Peri que su traición era una treta para descubrir más de los planes de Sil, y ha descubierto que van a trasplantar la mente de Kiv en su cuerpo si no coopera.
Crozier interumpe el interrogatorio, pensando que puede sacarle a Peri más información, pero entonces aparece Yrcanos, dispuesto a matar al Doctor. Peri le detiene y escapan juntos, reagrupándose con los hombres de Yrcanos. Como el cuerpo de Kiv se muere, Crozier se ve obligado a trasplantar su cerebro con la ayuda del Doctor en el cuerpo de uno de los sirvientes Mentors, manteniendo la mente con vida pero afectada por los simples pensamientos de la antigua consciencia. Yrcanos, Peri y sus hombres lanzan otro ataque, esta vez en un escondite de armas, pero les superan y son capturados. Sil y Crozier deciden usar a Peri como un cuerpo más adecuado para la mente de Kiv a pesar de las objeciones del Doctor. Mientras comienzan las operaciones, el Doctor se escabulle y libera a Yrcanos, pidiéndole que se dé prisa para salvar a Peri.
Peri es atada y amordazada mientras se prepara la operación, y Crozier ordena que le afeiten la cabeza. El Doctor intenta regresar a salvarla, pero de repente aparece la TARDIS en el camino y se ve atraído hipnóticamente a su interior. Se revela después que viajó directamente al juicio en ese momento. A pesar de que el Doctor afirma que la interferencia de los Señores del Tiempo puso en peligro la vida de Peri, el Valeyard lo vuelve en su contra, diciendo que el Doctor no debería haberse involucrado desde el principio, y que la vida de Peri es el coste de su acción. Los eventos en Thoros Beta tras la abducción del Doctor continúan, y se muestra que Yrcanos fue colocado en una burbuja temporal por los Señores del Tiempo para retrasar su llegada al laboratorio hasta que la mente de Kiv fuera trasplantada con éxito a la de Peri. Cuando Yrcanos es liberado de la burbuja, se ve perturbado por los resultados de la operación y dispara salvajemente, matando a Peri. El Valeyard insiste en que la interferencia de los Señores del Tiempo fue para prevenir un desastre mayor en el universo por los errores de las acciones del Doctor. El Doctor insiste en que el presente juicio parece servir a una causa mayor, y decide descubrir qué es cuando el juicio se dispone a continuar...

### Continuidad
Sil apareció en la temporada anterior, en el serial Vengeance on Varos. Antes de concebirse la trama del juicio, estaba previsto que Sil volviera en una historia titulada Mission to Magnus que se canceló.

## Producción
| Episodio          | Fecha de emisión      | Duración | Espectadores en millones | Estado en el archivo  |
| ----------------- | --------------------- | -------- | ------------------------ | --------------------- |
| Episodio 5        | 4 de octubre de 1986  | 24:42    | 4,8                      | Cinta original en PAL |
| Episodio 6        | 11 de octubre de 1986 | 24:45    | 4,6                      | Cinta original en PAL |
| Episodio 7        | 18 de octubre de 1986 | 24:33    | 5,1                      | Cinta original en PAL |
| Episodio 8        | 25 de octubre de 1986 | 24:44    | 5,0                      | Cinta original en PAL |
| [ 1 ] [ 2 ] [ 3 ] |                       |          |                          |                       |

### Música
Al principio la intención era que el BBC Radiophonic Workshop se encargara de la música de este segmento y el siguiente de The Trial of a Time Lord. Ambos se asignaron a Malcolm Clarke, aunque después Terror of the Vervoids se reasignó a Elizabeth Parker. Sin embargo, el compañero compositor del BBCRW Jonathan Gibbs se marchó a principios de 1986 y no le reemplazaron hasta el año siguiente, con lo que los otros compositores se retrasaron y no tenían a nadie para hacer la música ambiental para Mindwarp. Se sugirió que Dick Mills hiciera tanto la música como los efectos especiales, pero John Nathan-Turner rechazó la idea y en su lugar contrató al compositor cinematográfico Richard Hartley para este segmento. Sería la única vez que Hartley trabajó en la serie. Las grabaciones originales de la música ya no se conservan en el archivo de la BBC, con lo que no se pudo extraer la banda sonora por separado en el DVD de esta historia.